# A Dal 2016 – A legjobb 30
Az A Dal 2016 – A legjobb 30 a 2016-os Eurovíziós Dalfesztivál magyarországi nemzeti döntős dalainak válogatáslemeze, melyet az MTVA jelentetett meg 2016. február 1-jén. Az album tartalmazta mind a 30 műsorban részt vevő dalt, beleértve azokat is, akik nem jutottak tovább a elő-, illetve a középdöntőből.

## Az album dalai
| CD 1  | CD 1                     | CD 1 | CD 1                                        | CD 1  | CD 1 | CD 1 | CD 1 | CD 1 | CD 1 |
|       | Cím                      | Szerző(k) | Előadó                                      | Hossz |      |      |      |      |      |
| ----- | ------------------------ | --- | ------------------------------------------- | ----- | ---- | ---- | ---- | ---- | ---- |
| 1.    | Speed Bump               | Éliás Gyula / Johnny K. Palmer                                                                                 | Gájer Bálint                                | 2:55  |      |      |      |      |      |
| 2.    | Katonák                  | Fitos Viktor / Valla Attila                                                                                    | Singh Viki                                  | 3:02  |      |      |      |      |      |
| 3.    | Free to Fly              | Vavra Bence, Szikszai Péter, Feng Ya Ou Ferenc, Szűcs Norbert / Vavra Bence, Szikszai Péter, Feng Ya Ou Ferenc | ByTheWay                                    | 2:57  |      |      |      |      |      |
| 4.    | Love Kills Me            | Tóth Lóránt | Ív                                          | 2:53  |      |      |      |      |      |
| 5.    | Seven Seas               | Kovacsics Ádám, Johnny K. Palmer / Johnny K. Palmer                                                            | Berkes Olivér és Tóth Andi                  | 3:01  |      |      |      |      |      |
| 6.    | Győz a jó                | Lotfi Begi, Oláh Gergő, Szepesi Zsolt / Molnár Tamás                                                           | Oláh Gergő                                  | 2:55  |      |      |      |      |      |
| 7.    | You Told Me You Loved Me | Pély Barna / Garai Máté, Garai Gergő                                                                           | B the First                                 | 3:02  |      |      |      |      |      |
| 8.    | Come Along               | Horányi Júlia, Harmath Szabolcs / Horányi Júlia                                                                | Horányi Juli                                | 3:01  |      |      |      |      |      |
| 9.    | Who We Are               | Kállay-Saunders András, Pacsai Márk, Tóth Ádám / Kállay-Saunders András                                        | Kállay Saunders Band                        | 2:58  |      |      |      |      |      |
| 10.   | Kötéltánc                | Pál Benjámin / Hujber Szabolcs, Máté Gyárfás                                                                   | Benji                                       | 2:53  |      |      |      |      |      |
| 11.   | Uncle Tom                | Palmer Izsák, Kozák Örs, Kert Antal / Palmer Izsák                                                             | Mushu                                       | 2:28  |      |      |      |      |      |
| 12.   | Fire                     | Tolvai Reni, Szepesi Zsolt / Todd Williams                                                                     | Tolvai Reni feat. Sean Darin & Kocsis Alexa | 3:01  |      |      |      |      |      |
| 13.   | Kéne közös kép           | Bartalos Jenő, Takács Zoltán Jappán / Bartalos Jenő                                                            | Egy Másik Zenekar                           | 3:00  |      |      |      |      |      |
| 14.   | Beautiful Love           | Szabó Zé / Csarnai Borbála                                                                                     | Veres Mónika Nika                           | 3:02  |      |      |      |      |      |
| 15.   | Trouble in My Mind       | Petruska András                                                                                                | Petruska                                    | 3:01  |      |      |      |      |      |
| 44:08 |                          | |                                             |       |      |      |      |      |      |

| CD 2  | CD 2             | CD 2                                                                                           | CD 2                     | CD 2  | CD 2 | CD 2 | CD 2 | CD 2 | CD 2 |
|       | Cím              | Szerző(k)                                                                                      | Előadó                   | Hossz |      |      |      |      |      |
| ----- | ---------------- | ---------------------------------------------------------------------------------------------- | ------------------------ | ----- | ---- | ---- | ---- | ---- | ---- |
| 1.    | Love and Bass    | Gáspár Laci, Ferencz Péter (Peet), Tóth Marcell / Orbán Tamás                                  | Gáspár Laci              | 2:47  |      |      |      |      |      |
| 2.    | Hold On to       | Kenyeres András, Szécsi Böbe, Szipszer Szabolcs, Lipi Gábor / Kenyeres András                  | Karmapolis & Szécsi Böbe | 3:01  |      |      |      |      |      |
| 3.    | Colors           | Szűcs Norbert / Linka Péter                                                                    | Patai Anna               | 3:02  |      |      |      |      |      |
| 4.    | Szeretni fáj     | Romhányi Áron / Orbán Tamás                                                                    | Group’n’Swing            | 3:01  |      |      |      |      |      |
| 5.    | Free             | Molnár Balázs, Novák Péter / Király Martina, Novák Péter                                       | C.E.T. (Kabai Alex)      | 3:00  |      |      |      |      |      |
| 6.    | Kinek sírjam     | Biró Szabolcs, Boros Gábor, Földesi Attila, Kertész Csaba, Vadász Gyula, Losonczi Szilveszter  | Maszkura és a Tücsökraj  | 3:01  |      |      |      |      |      |
| 7.    | Stardust         | Polgár Péter / Polgár Odett                                                                    | Odett                    | 2:52  |      |      |      |      |      |
| 8.    | Why              | Harmath Szabolcs / Johnny K. Palmer                                                            | Vásáry André             | 3:02  |      |      |      |      |      |
| 9.    | Power of Love    | Török Jázmin                                                                                   | Török Jázmin             | 2:54  |      |      |      |      |      |
| 10.   | Már nem szédülök | Oláh József                                                                                    | Parno Graszt             | 3:03  |      |      |      |      |      |
| 11.   | Singing Peace    | Subecz Tamás / Veres-Kovács Petra                                                              | Veres-Kovács Petra       | 2:59  |      |      |      |      |      |
| 12.   | Pioneer          | Szabó Zé / Csarnai Borbála                                                                     | Freddie                  | 3:01  |      |      |      |      |      |
| 13.   | Ott leszek       | Burai Krisztián, Mohamed Fatima / Kotsy Krisztina                                              | Mohamed Fatima           | 2:59  |      |      |      |      |      |
| 14.   | Driftin’         | Szabó Levente, Nizalowski Dorottya, Nizalowski Fanni, Farkas Bálint Áron / Nizalowski Dorottya | Passed                   | 2:54  |      |      |      |      |      |
| 15.   | It Is Love       | Rakonczai Viktor / Tamara Olorga                                                               | Agárdi Szilvia           | 2:59  |      |      |      |      |      |
| 44:35 |                  |                                                                                                |                          |       |      |      |      |      |      |